# Copepode
Copepodele (Copepoda) (din greaca kope = vâslă + latina poda = picior) sunt o subclasă de crustacee inferioare mici (între 0,1 și 2 mm, excepțional până la 10 mm) care cuprinde specii marine și dulcicole, multe parazite. Au corpul alungit, neacoperit de carapace, divizat în segmente mici chitinoase (5 cefalice, 6 toracice și 5 abdominale). Primul segment toracic, adesea și al doilea și chiar mai multe, sunt contopite cu capul. La cap au 2 antenule și 2 antene și dorsal un ochi median nauplian. Antenulele sunt mai dezvoltate, ele jucând un rol important în locomoție, în coordonare cu mișcările picioarelor. Acestea sunt biramate, scurte, turtite în plan transversal și cu o bogată garnitură de peri dispuși în același plan, astfel că formează o bună ramă de înotat , de unde și denumirea de Copepoda. Piesele aparatului bucal care servesc pentru hrană sunt formate de o pereche de mandibule, două perechi de maxile și o pereche de maxilipede. Toracele, format din șase segmente, are 5 perechi de picioare articulate (toracopode) care servesc pentru vâslit. Abdomenul se termină cu o furcă și are peri chitinoși. Au sexe separate. Femelele au primele două segmente abdominale sudate și unul sau doi saci ovigeri. Formele libere se hrănesc cu alge sau cu nevertebrate mici, de exemplu cu larve de chironomide sau de alte nevertebrate, cu ouă sau chiar cu alte copepode. Formele parazite se găsesc atât în apele dulci, unde parazitează numai pe pești, cât și în apele marine, unde parazitează pe pești și pe nevertebrate.  Copepodele sunt o parte importantă a planctonului. Prezintă importanță mare pentru piscicultură, fiindcă servesc ca hrană principală pentru pești, iar unele specii sunt redutabili paraziți ai peștilor.